# Jacquerie

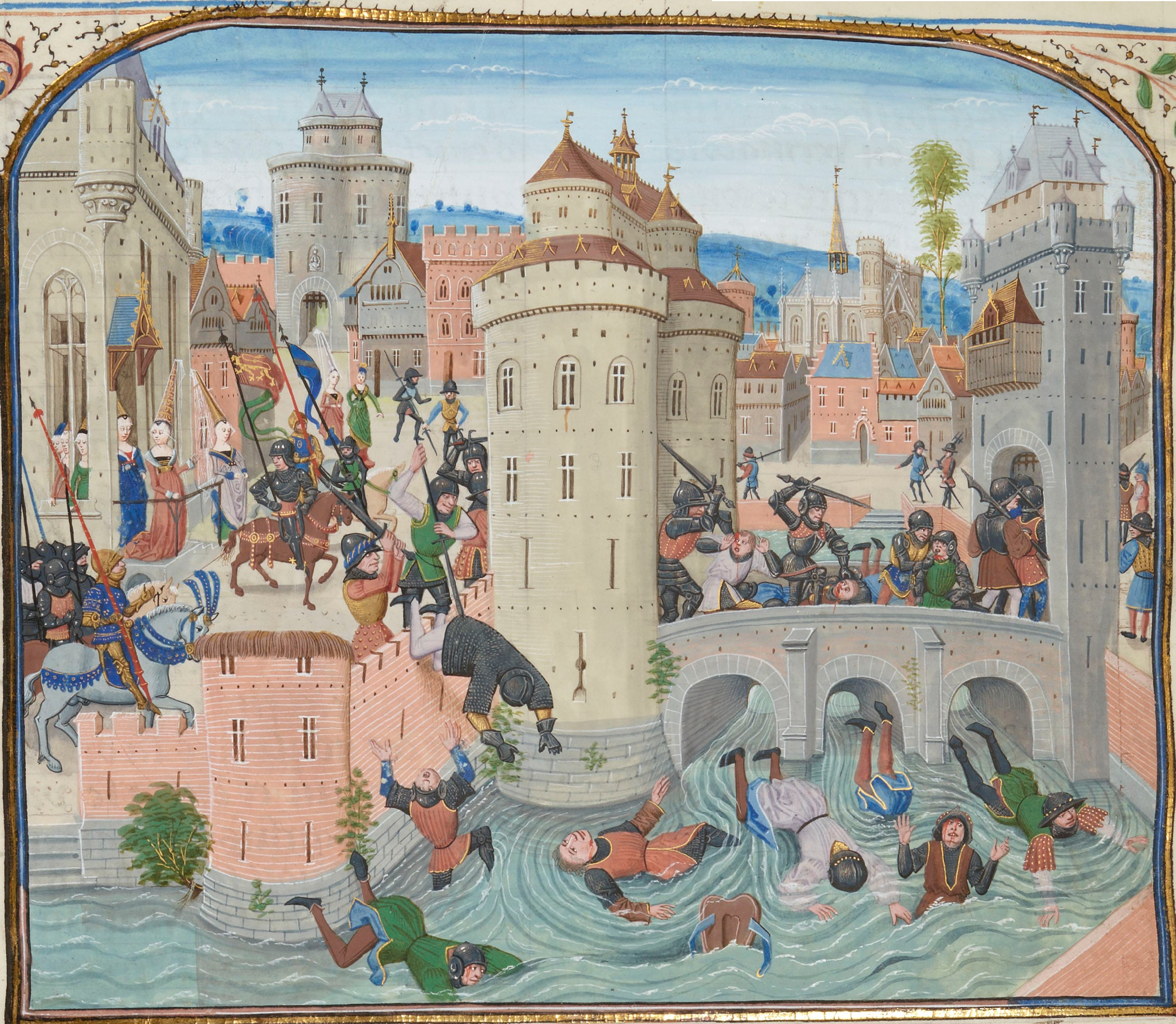
Soppressione di una rivolta popolare

Jacquerie è un termine francese, ormai entrato nella terminologia storica comune, usato per indicare un'insurrezione popolare (generalmente contadina), spontanea, priva di preparazione politica, e rivolta di norma contro il nemico più immediato (il castello del signore, l'ufficio di registro catastale o tributario, gli esponenti di un potere autoritario o dittatoriale) e che spesso sfocia in azioni di violenta ritorsione (resa dei conti).
Ci sono varie teorie sull'origine di questo termine, ma secondo la più accreditata è derivato da "Jacques Bonhomme", soprannome dei contadini loro affibbiato dai nobili. Dallo stesso soprannome, non viceversa, deriva il termine jacque, un vestito corto e semplice che ricorda quello usato dai contadini durante le rivolte, da cui deriva l'italiano "giacca". Nonostante tutto, però, molti cronisti, come Jean Froissart, scrivono che Jacques Bonhomme in realtà sia stato il loro capo, sebbene non si abbiano altre sue fonti. In ogni caso, in maniera più specifica il termine indica l'insurrezione contadina del 1358.

## Storia
Molte erano le continue guerre di quegli anni; oltre alle devastazioni che portavano direttamente, erano anche causa d'impoverimento ulteriore perché gli altissimi costi erano coperti inasprendo il prelievo fiscale, che danneggiava soprattutto le classi più basse. Per questo la seconda metà del XIV secolo vide una grande quantità di rivolte sociali.
Partita dalle campagne, essa aveva avuto l'appoggio di Étienne Marcel, rappresentante del terzo stato e capo della borghesia parigina nella rivolta del 1357. Fattori scatenanti della rivolta furono i costi delle sconfitte militari francesi di Crécy (1346) e di Poitiers (1356) che, insieme agli effetti della peste del 1348, pesavano sui contadini francesi. Tra i costi da pagare c'era il riscatto del re Giovanni il Buono, fatto prigioniero dagli inglesi nella battaglia di Poitiers.
I contadini scatenarono una pesante rivolta contro la nobiltà: presero di mira soprattutto i castelli, sedi degli archivi contenenti i documenti che legavano i contadini ai proprietari terrieri e simbolo della potenza della nobiltà. Poche settimane dopo lo scoppio dell'insurrezione i nobili e i loro eserciti repressero la rivolta nel sangue.